# Ángel Godoy
Ángel Godoy (c. 1973) es un activista político venezolano. Es fundador y presidente del Movimiento Democracia e Inclusión (MDI), además de haber sido colaborador y redactor del portal web Punto de Corte. Godoy fue detenido por funcionarios del Servicio Bolivariano de Inteligencia el 8 de enero de 2025, y varias organizaciones de derechos humanos, el Comité por la Libertad de los Presos Políticos, han pedido su liberación inmediata. No se han dado explicaciones sobre su detención. Después de ser sometido a una desaparición forzada, se conoció que se encontraba recluido en El Helicoide.

## Desaparición forzada
Ángel Godoy es ingeniero informático de profesión y fotógrafo profesional. Es fundador y presidente del Movimiento Democracia e Inclusión (MDI) y miembro de la plataforma Consenso por un Nuevo País, además de haber sido colaborador y redactor del portal web Punto de Corte. El 8 de enero de 2025, alrededor de las 5:30 p.m. y dos días antes de la toma de posesión de Nicolás Maduro, Godoy fue detenido en Los Teques, estado Miranda, por agentes del Servicio Bolivariano de Inteligencia (SEBIN) mientras estaba entrando al estacionamiento de su urbanización al regresar de una manifestación. Según testigos, Ángel fue rodeado por dos vehículos y los hombres que lo arrestaron estaban vestidos de negro, usaban capuchas y no tenían identificación. Ángel no opuso resistencia, sólo gritando que su esposa fuese informada de la situación.
La misma semana también fueron detenidos Rafael Carta, otro miembro de MDI; el director de Espacio Público, Carlos Correa; el excandidato presidencial, Enrique Márquez; y el yerno del candidato opositor Edmundo González, Rafael Tudares. Para la fecha, la organización de derechos humanos Foro Penal había contabilizado al menos 83 detenidos en enero de 2025 y documentado al menos a 1687 presos políticos.Organizaciones no gubernamentales como el Comité por la Libertad de los Presos Políticos, Espacio Consenso y Wuao, al igual que dirigentes y activistas como el politólogo Nicmer Evans, quien fundó Movimiento Democracia e Inclusión junto con Ángel, denunciaron su detención y pidieron su liberación inmediata.
Su familia ha pedido una fe de vida y conocer su paradero, y ha visitado todos los centros de detención en Caracas y Los Teques, sin recibir respuesta sobre el sitio de reclusión de Ángel, y han visitado diariamente centros como la sede del SEBIN de Plaza Venezuela, El Helicoide, sedes de la Policía Nacional Bolivariana (PNB), de la policía estatal, y sitios de reclusión en Los Teques. Su esposa ha ofrecido declaraciones ante la sede del Ministerio Público acompañada de familiares de detenidos del 29 y 30 de julio de 2024 y miembros del Frente Democrático Popular (FDP), grupo que entregó dos documentos ante la dirección general de derechos humanos de la Fiscalía. Después de ser sometido a una desaparición forzada, se conoció que se encontraba recluido en El Helicoide.

## Vida personal
Luego de ser diagnosticado con COVID-19, Ángel padece de asma, deber ser nebulizado constantemente y tomar antialérgicos. Está casado con Adriana Briceño.